# Рингельнац, Иоахим
Иоахим Рингельнац (нем. Joachim Ringelnatz, настоящее имя Ганс Густав Бёттихер (нем. Hans Gustav Bötticher); 7 августа 1883, Вурцен — 17 ноября 1934, Берлин) — немецкий писатель
, поэт, актёр и художник.

## Жизнь и творчество
Г. Г. Бёттихер родился в обеспеченной буржуазной семье в небольшом городке близ Лейпцига. Его отец — художник и автор более 40 книг детской литературы Георг Бёттихер; мать была дочерью владельца деревообрабатывающего предприятия. В 1886 году семья переезжает в Лейпциг. Здесь мальчик учится в 1894—1897 годах в гимназии, из которой был исключён за конфликт с преподавателем. Доучивается он в частной реальной школе, которую заканчивает в 1901 году.
Желая стать моряком, молодой человек поступает на службу на парусник «Элли», с которым плавает с апреля по сентябрь 1901 года. Реалии морской жизни отрезвили И. Рингельнаца настолько, что, прибыв в Британский Гондурас, он бежит с корабля. Заблудившись в джунглях, он позднее был найден и на обратном пути в Европу подвергался ещё большим насмешкам со стороны команды, чем ранее. В Гамбурге И. Рингельнац занят на случайных работах (так, на народном празднике Гамбургского кафедрального собора он в качестве подсобного рабочего переносил с места на место удавов и других гигантских змей). Всего же за время своего «морского периода», когда плавания в заморские страны перемежались с периодами безработицы, И. Рингельнац сменил около 30 различных специальностей. В 1903 году молодому человеку было отказано в дальнейшей работе матросом в связи со слабым зрением. Тем не менее будущий писатель сумел выдержать экзамен во время квалификационного плавания и в 1904 году ушел служить добровольцем в германский ВМФ, где прослужил год (проходил службу в Киле).
В 1905 году И. Рингельнац создаёт первые известные нам из своих полотен. В этот и последующие годы он ведёт рассеянный образ жизни, выступает как артист, совершает поездку в Англию и Голландию, где ведёт нищенский образ жизни, ночует в притонах. В Амстердаме он, по доносу местного немецкого священника, был арестован за мошенничество и посажен за решётку, а затем выслан в Германию.
В 1909 году И. Рингельнац начинает выступать как артист и чтец своих стихотворных произведений в мюнхенском ресторане «Симплициссимус», где тогда собиралась интеллектуальная элита баварской столицы. Здесь он вскоре становится популярным поэтом и заводит дружеские отношения с такими классиками немецкой культуры, как Людвиг Тома, Франк Ведекинд, Бруно Франк, Макс Рейнхардт и др. В то же время выступления в «Симплициссимусе» плохо оплачивались и артист постоянно находился на грани нищеты. Под различными псевдонимами И. Рингельнац публикует в сатирическом журнале «Симплициссимус» свои стихотворения и автобиографическое эссе «Многолюбимый друг (Viellieber Freund)». В 1910 году впервые выходят в свет две его книги для детей и сборник стихотворений, посвящённый отцу поэта. В том же году в журнале «Югенд» печатается новелла И. Рингельнаца «Дикая мисс из Огайо (Die wilde Miss von Ohio)». Чувствуя недостаточность полученного образования, особенно после вступления в масонскую ложу «Герметическое общество», он берёт у барона Тило фон Зеебаха частные уроки латыни, истории и истории литературы, изучает классическую литературу. В то же время наступает и разочарование в богемном существовании, наложившееся на бессовестное отношение к его таланту хозяйки ресторана «Симплициссимус», платившей первоначально артисту за вечерние выступления кружкой пива, а позднее — кружкой пива + 2 марки. В 1911 году И. Рингельнац уезжает из Мюнхена, посещает Тироль и Ригу, а лето проводит в Курляндии. Вскоре он вновь остаётся без средств к существованию и зарабатывает тем, что, переодетый в гадалку, предсказывает в борделях будущее проституткам и их клиентам. Хотя он продаёт в Курляндии на художественной выставке два своих пейзажа, материальное положение его остаётся катастрофическим. Зиму художник проводит на заброшенной даче на Рижском взморье.
В 1912—1913 годах И. Рингельнац работает библиотекарем у различных аристократических фамилий, затем — экскурсоводом в замке Лауэнштейн. В эти годы выходят в свет его сборник стихотворений «Табакерка», в который вошли ряд лучших стихотворений поэта, и книга новелл «Так каждый живёт». Впрочем, жить на вырученные мизерные гонорары было невозможно (за «Табакерку» И. Рингельнац получил около 200 марок).
Ещё до начала Первой мировой войны, в 1914 году, И. Рингельнац добровольцем вербуется в германский ВМФ. Начало войны он, как и большинство немецких интеллектуалов, принял восторженно, погружённый в военную романтику. Тем не менее, в связи со слабым зрением ему было отказано в участии в боевых походах — не помогло даже прошение лично кайзеру Вильгельму II. И. Рингельнац служит сперва на заградительном судне, затем — на миноносце. Постепенно его первоначальная восторженность проходит, и поэт всё более проникается трагичностью этой всемирной бойни. В 1917 году И. Рингельнац — лейтенант флота и командир минного тральщика близ Куксхафена. Написанный им сборник военных рассказов «Волна» был запрещён к публикации цензурой. В 1918 году, когда И. Рингельнац был в отпуске в Берлине, умирает отец писателя. Подделав отпускные документы, И. Рингельнац приезжает на похороны в Лейпциг.
Во время Ноябрьской революции 1918 года И. Рингельнац первоначально поддерживает её, сотрудничает с рабочими и солдатскими Советами, однако потом — неудовлетворённый предложенными должностями в Советах — отходит от революции. 1918—1919 годы были для него малоудачными и голодными, написанные им пьесы театры для постановок не брали, к тому же в одной из драк он лишился глаза. В декабре 1919 года в свет выходит первое стихотворение, подписанное псевдонимом «И. Рингельнац».
В 1920 году Рингельнац женится на учительнице Леонарде Пипер, которая была младше его на 15 лет. Супруга становится его верной помощницей и первым рецензентом всех его последующих литературных публикаций. Рингельнацы переезжают в Мюнхен, где живут в постоянной нужде 10 лет вплоть до февраля 1930 года, когда они возвращаются в Берлин. В эти годы писатель вновь выступает в ресторане «Симплициссимус». Ещё осенью 1920 года И. Рингельнац весьма успешно выступает в берлинском кабаре «Звон и дым». С этого дебюта начинается его жизнь странствующего артиста, работавшего на сценах многих немецких городов. И. Рингельнац, постоянно выступающий в матросском костюме, вскоре становится известен и весьма популярен. Предложений становится столько, что он вынужден часть из них отклонять.
В 1924 году умирает его мать.
В 1926 году И. Рингельнац приезжает на три недели в Париж, где знакомится с Жаном Кокто и Жюлем Паскином. В 1928 году он гастролирует в Лондоне.
В 1927 году начинаются выступления И. Рингельнаца на германском радио. С его репризами также были выпущены 16 граммофонных пластинок. В 1920-е годы выходят в свет 2 его известнейших сборника стихотворений «Куттель Даддельду (Kuttel Daddeldu oder das schlüpfrige Leid, 1920)» и «Гимнастические стихи (Turngedichte)». В последующие годы Рингельнац выпускает практически ежегодно свои новые произведения. Тем не менее семья Рингельнацев, никогда не умевшая разумно обращаться с деньгами, постоянно находилась в затруднительном материальном положении. Для поддержания бюджета поэт вынужден был постоянно разъезжать с выступлениями, что негативно сказывалось на его и без того слабом здоровье. В 1932 году актёр совершает гастрольную поездку по Германии, играя вместе с труппой из Нордхаузена в собственной пьесе «Бутылка».
В 1920-е годы И. Рингельнац, художник-самоучка, много времени посвящает живописи. В 1923 году проходит первая, успешная выставка его работ в Берлине, ей следуют новые — как в Германии, так и за её пределами. В 1925 году работы И. Рингельнаца выставляются в берлинской Академии искусств, две из них были куплены. Художник занимался преимущественно акварелью. Пришедшие в 1933 году к власти в Германии национал-социалисты запретили выступления И. Рингельнаца — первоначально в Мюнхене и в Гамбурге, позднее — и в Дрездене. Книги его были конфискованы, а затем подверглись публичному сожжению. После этого семье, основным источником доходов которой были театральные и кабаре-выступления Рингельнаца, стало всё труднее бороться с бедностью. Помогали выжить только гастроли артиста, которые он давал в Швейцарии (в 1934 году). Тогда же он заболел туберкулёзом в тяжёлой форме, от которого и скончался, живя практически в нищете.
Именем И. Рингельнаца названы улицы во многих немецких городах, а том числе две — в Берлине. В 1986 году город Куксхафен учредил премию Рингельнаца, которой раз в два года награждаются наиболее заслуженные поэты Германии. В этом же городе открыт его музей. В 2008 году, к 125-летию со дня рождения поэта и художника, германской почтой была выпущена специальная марка в его честь.

## Галерея

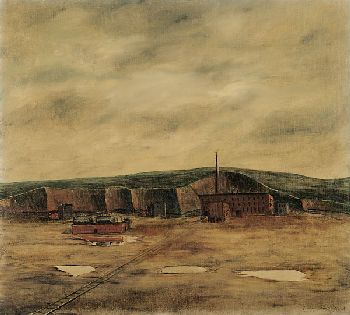
Фабричный пейзаж (1928)
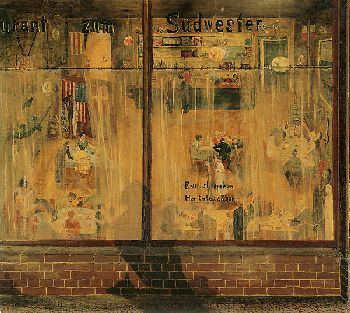
Портовый трактир (1933)
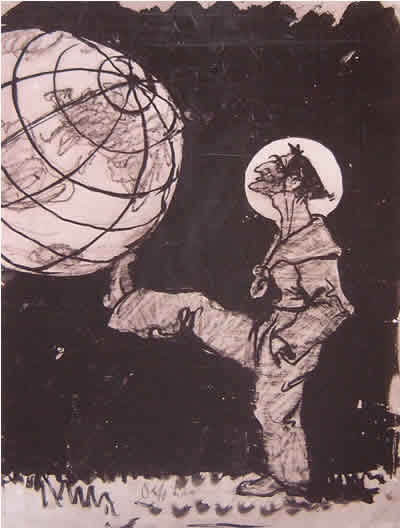
Рисунок И. Рингельнаца как Куттель Даддельду
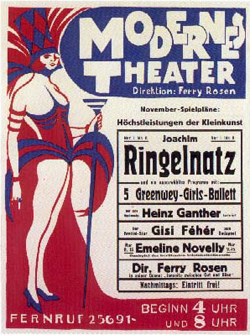
Плакат работы И. Рингельнаца
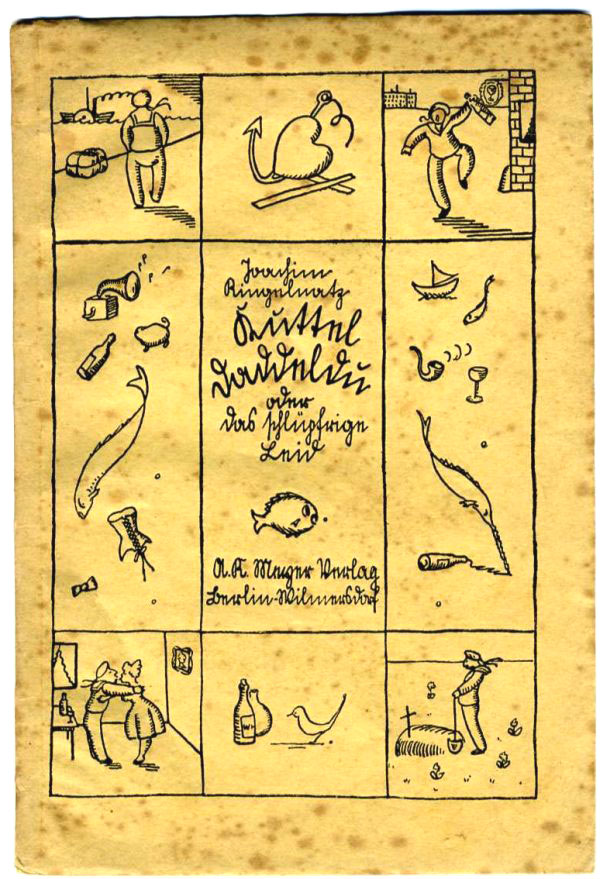
Рисунок к «Куттель Даддельду».